# 暗色狗魚
暗色狗鱼（Esox niger）也称链纹狗鱼（英語：chain pickerel），是輻鰭魚綱狗魚目狗鱼科的其中一種。其种加词“niger”意为“黑色的”。

## 分布
本魚分布於北美洲美國及加拿大的湖泊及河川。

## 特徵
本魚體延長，略呈扁平，體中央為最大體高處，頭大，不具鱗片；吻端延長，吻端寬闊且較鈍；口大，上顎延伸至眼睛前緣，下顎突出，下顎及鋤骨上方的牙齒較延長，背鰭鰭條17至21枚，臀鰭鰭條11至13枚，體色深綠色，上有金黃色光澤，腹部銀白色，體色佈滿不規則的白色斑塊，體長可達99公分。

## 生態
本魚主要棲息在湖泊、河川，成魚冬天會向深水處移動，當春季融雪之時會向岸邊聚集產卵；成魚屬肉食性，以昆蟲及小魚等為食。

## 經濟利用
為食用魚，也是著名的遊釣魚。